# Cofana nigrilinea
Cofana nigrilinea är en insektsart som beskrevs av Carl Stål 1870. Cofana nigrilinea ingår i släktet Cofana och familjen dvärgstritar. Inga underarter finns listade i Catalogue of Life.